# Cisitalia 202
La Cisitalia 202 est une voiture italienne de 1947. C'est la première voiture au monde à être exposée depuis sa création au Museum of Modern Art de New York avec comme légende « sculpture en mouvement »,.

## Histoire

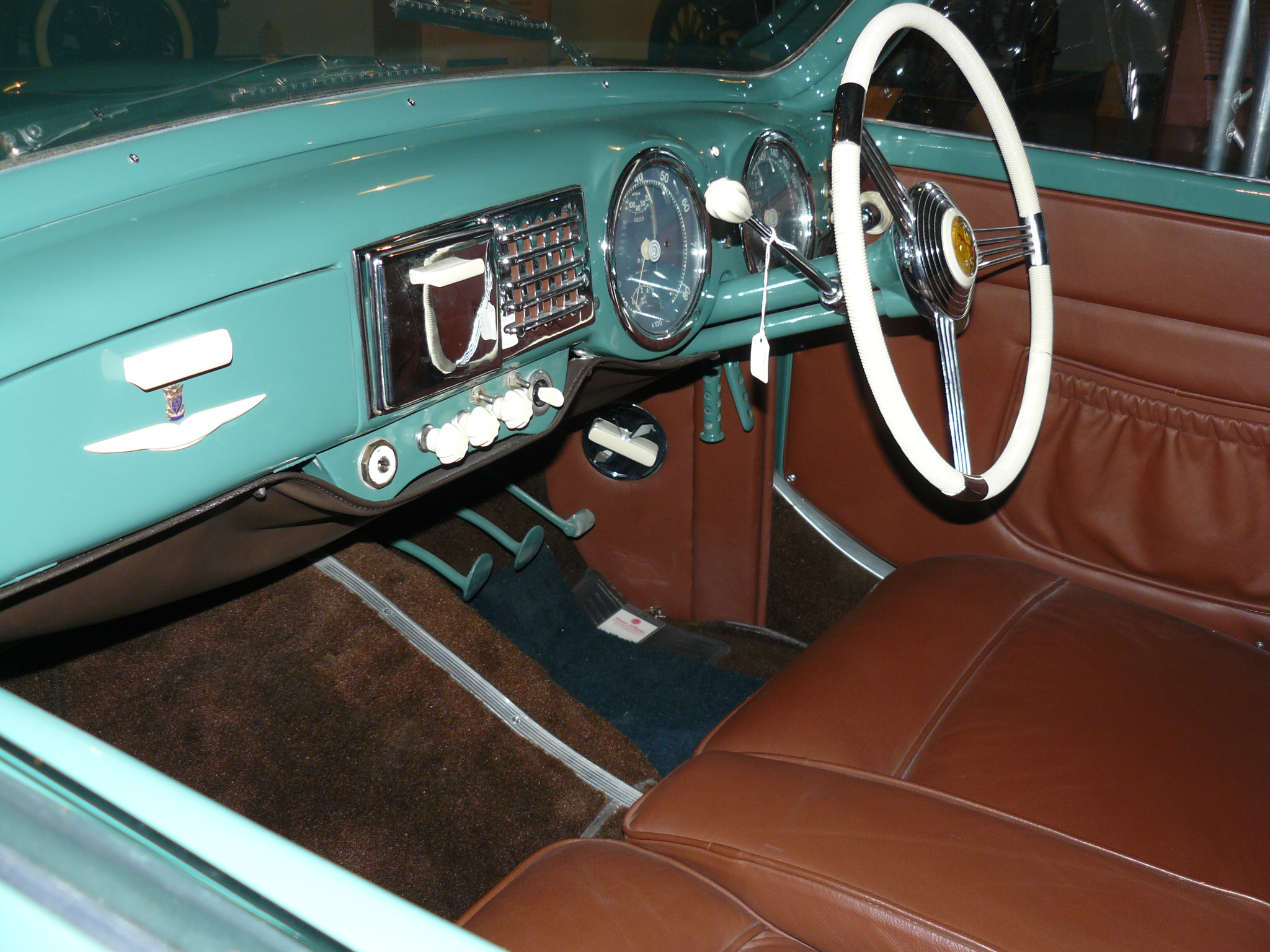
Tableau de bord de la Cisitalia 202 Gran Sport de 1952

En 1946, Piero Dusio, fondateur de Cisitalia, conçoit sa première voiture, une voiture de course, basée sur l'utilisation du moteur FIAT de 1 089 cm³ qui équipait les fameuses Fiat 1100 berlines. Sur la base de cette voiture, Dusio décida de concrétiser son rêve et de produire une voiture de sport de luxe.
Comme sur la voiture de course, le modèle sport est bâti sur un châssis tubulaire. L'utilisation de ce châssis permit à l'ingénieur Giovanni Savonuzzi de respecter le cahier des charges draconien fixé par son patron, Piero Dusio : « réaliser une voiture large comme une Buick, aussi basse qu'une voiture de Grand Prix, avec le confort d'une Rolls-Royce et la légèreté d'une monoplace ». En 1946, Savonuzzi a construit un modèle réduit de soixante centimètres de long, l'a aspergé d'huile brûlée pour marquer les flux aérodynamiques et l'a emmené dans la soufflerie de l'École Polytechnique de Turin. Ce sera un des premiers à le faire, pour travailler l'aérodynamisme des différents prototypes de carrosseries à l'étude.
L'exécution de la carrosserie du prototype Cisitalia 202 CMM (Coupé Mille Miglia) est confiée, en 1948, à Alfredo Vignale, collaborateur des « Stabilimenti Farina ». Fabriquée en aluminium et façonnée à la main, la voiture ne pèse que 777 kg. Dusio est enchanté par le prototype de Vignale et lui accorde immédiatement les garanties financières pour qu'il crée son propre atelier de carrosserie.
Le nouvel artisan indépendant, la Carrozzeria Vignale, n'arrivera pas à satisfaire la demande et Dusio dut se résoudre à confier à Pinin Farina la suite de la fabrication et obtient des résultats vraiment spectaculaires.
Animée par un moteur Fiat 4 cylindres de 1 089 cm3 développant 50 ou 60 ch selon les variantes, cette voiture légère et aérodynamique pouvait atteindre la vitesse de 168 km/h. En 1948 une version de 75 ch la propulsait à plus de 175 km/h. La Cisitalia coûtait 6 300 US$, soit le double d'une Cadillac coupé série 62. Ce coût très élevé n'empêcha pas Max Hoffman, l'importateur américain de New York, d'en vendre plusieurs exemplaires, dont un à Henry Ford.
La société Cisitalia n'a pas connu une très longue vie. En effet, Dusio après avoir versé une importante caution à l'État français en 1949 pour libérer le père de son ami Ferry Porsche, Ferdinand Porsche, retenu comme prisonnier de guerre, s'était engagé dans un coûteux projet de voiture de Grand Prix à 4 roues motrices. Sa société Cisitalia fut mise sous administration judiciaire à la suite de grosses difficultés financières et il émigra en Argentine où il créa la « Société d'Exploitation Cisitalia. » La production cessa en 1952, après un total de 172 voitures, dont 153 réalisées par Pinin Farina. Les premiers exemplaires sont signés Vignale et Allemano, des carrossiers turinois.
En 1951, le Musée d'Art Moderne de New York (MoMA) organisa une exposition composée de huit voitures. Elle est depuis exposée en permanence au musée. Quarante-quatre ans plus tard, au « Car Corral » de Hershey, une Cisitalia a reçu un hommage à l'occasion du changement de propriétaire pour la somme de 155 000 US$.

## Compétition

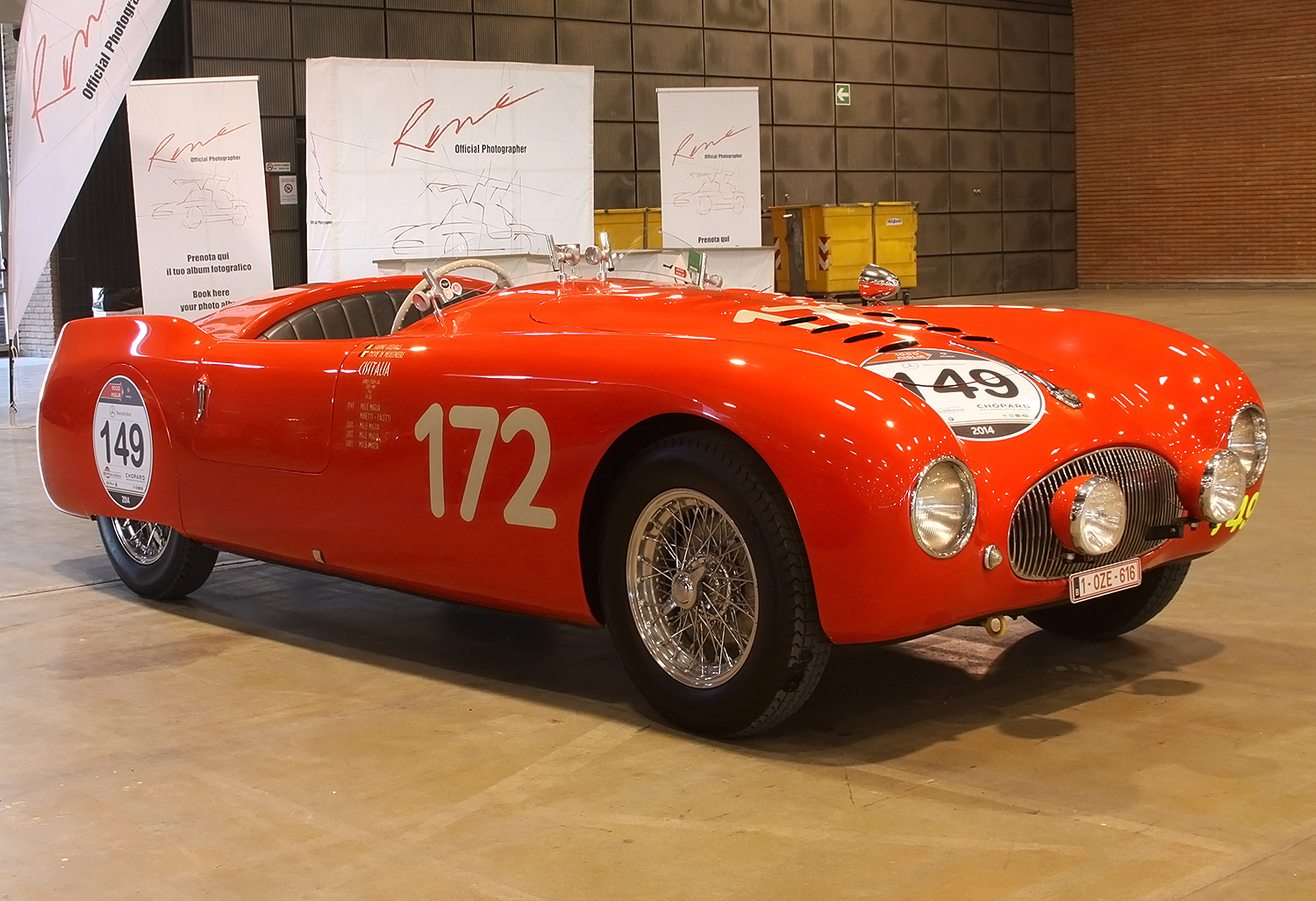
Cisitalia 202 "Nuvolari" SMM (Spider Mille Miglia) by Carrozzeria Garella de 1947

Les Cisitalia 202 ont été engagées dans un grand nombre de compétitions entre 1948 et 1955.
La voiture N° 172 ci-contre, châssis #002S, moteur #029, est arrivée à la 4e place de la fameuse course Mille Miglia de 1947, en 17H 00' 40", pilotée par Minetti et Facetti, derrière les 2 autres Cisitalia 202 SMM engagées et pilotées par
- N° 179 - Nuvolari & Carena en 16H 32' 35",
- N° 175 - Bernabei & Pacini en 16H 38' 17"[4].

Parfaitement restaurée, elle a été vendue aux enchères 425 600 € le 25 Mai 2013. L'équipage ayant remporté la course cette année était Romano & Biondetti au volant de Alfa Romeo 8C 2900B Berlinetta Touring N° 230, en	16:16:39 à la moyenne de 112,238 km/h.

## Cisitalia 202 D
Après avoir versé une très importante caution à l'État français en 1949 pour libérer Ferdinand Porsche, le père de son ami Ferry Porsche, retenu comme prisonnier de guerre, Piero Dusio s'est engagé dans le très coûteux projet de voiture de Grand Prix à 4 roues motrices, la Cisitalia 360. Dès lors, la société a commencé à connaître ses premières difficultés financières. 
L'ingénieur Giovanni Savonuzzi a voulu essayer de relancer la 202 dont il était le concepteur et a travaillé pour la faire évoluer. Il équipe la voiture, dont la carrosserie restera inchangée sauf à recevoir un parebrise en une seule partie, d'un moteur de 2 litres développant 130 ch puis, d'un moteur 4 cylindres de 2,8 litres développant 165 ch, d’origine B.P.M. (Botta & Puricelli - Milano), un constructeur de moteurs marins.
Présentée officiellement au Salon de Genève en mars 1952, la Cisitalia 202 D est une voiture "prototype" de course, construite en un seul exemplaire, qui participa le mois suivant à la course Mille Miglia. Elle sera également présente sur le stand Cisitalia au Salon de Paris en septembre 1952. C'est là que va se terminer la carrière de la voiture. 5 exemplaires en version civile, 3 coupés et 2 spiders ont été construits.